# Macromedia FreeHand
Macromedia FreeHand je računalni program za uređivanje vektorske grafike. 
Razvoj programa je započela američka tvrtka Altsys, pod okriljem tvrtke Aldus Corporation koja je bila vlasnikom licence. U tom vremenu izlaze verzije od 1 do 4. Nakon što je Adobe Systems 1994. kupio tvrtku Aldus Corporation, zbog sličnih značajki s programom Adobe Illustrator, nakon intervencije Savezne trgovinske komisije zbog preklapanja tržišta, Freehand je vraćen tvrtki Altsys.
Nedugo nakon toga tvrtku Altsys 1995. kupuje tvrtka Macromedia. Izdaju se verzije 5.0, 5.5 (samo Mac verzija), 7, 8, 9, 10 i 11/MX. Adobe Systems 2005. kupuje tvrku Macromedia, tako da Freehand drugi put dolazi pod njihovo okrilje.
Adobe nije nastavio s daljnjim razvojem programa, dajući tako prednost svom proizvodu, Adobe Illustratoru.